# گنجشک برفی گردن‌حنایی
گنجشک برفی گردن‌حنایی (نام علمی: Montifringilla ruficollis) نام یک گونه از سرده گنجشک برفی است.

## پراکندگی و زیستگاه
آنها به طور طبیعی در تبت و نواحی مرکزی و غربی چین و در علفزار های معتدل آلپ و فلات های خشک و سنگی زندگی می کنند.
آنها پرندگان مهاجر نیستند تنها در آب و هوای بد موقعیت مکانی خود را تغییر می دهند.

## مشخصات
این پرندگان حدود 15 سانتی متر هستند و در منطقه خود بسیار متمایز هستند.
پرندگان بالغ ، فاصله بین چشم و منقار سیاه و صورت های سفیدی دارند و دارای پوشش گوش و گردن حنایی رنگ هستند.
پرندگان نوجوان کم رنگ تر از بزرگسالان هستند.

## رفتار
به صورت محلی فراوان است و معمولا در فصل تولید مثل در لانه های پیکاها یافت می شود و در لانه های آنها رشد می کند و پنهان می شود.
گنجشک برفی گردن حنایی، دارای صدای ملایم و صدای هشداری چهچه مانند است؛ همچنین در هنگام پرواز صداهایی منتشر می کند.